# Gallia comata

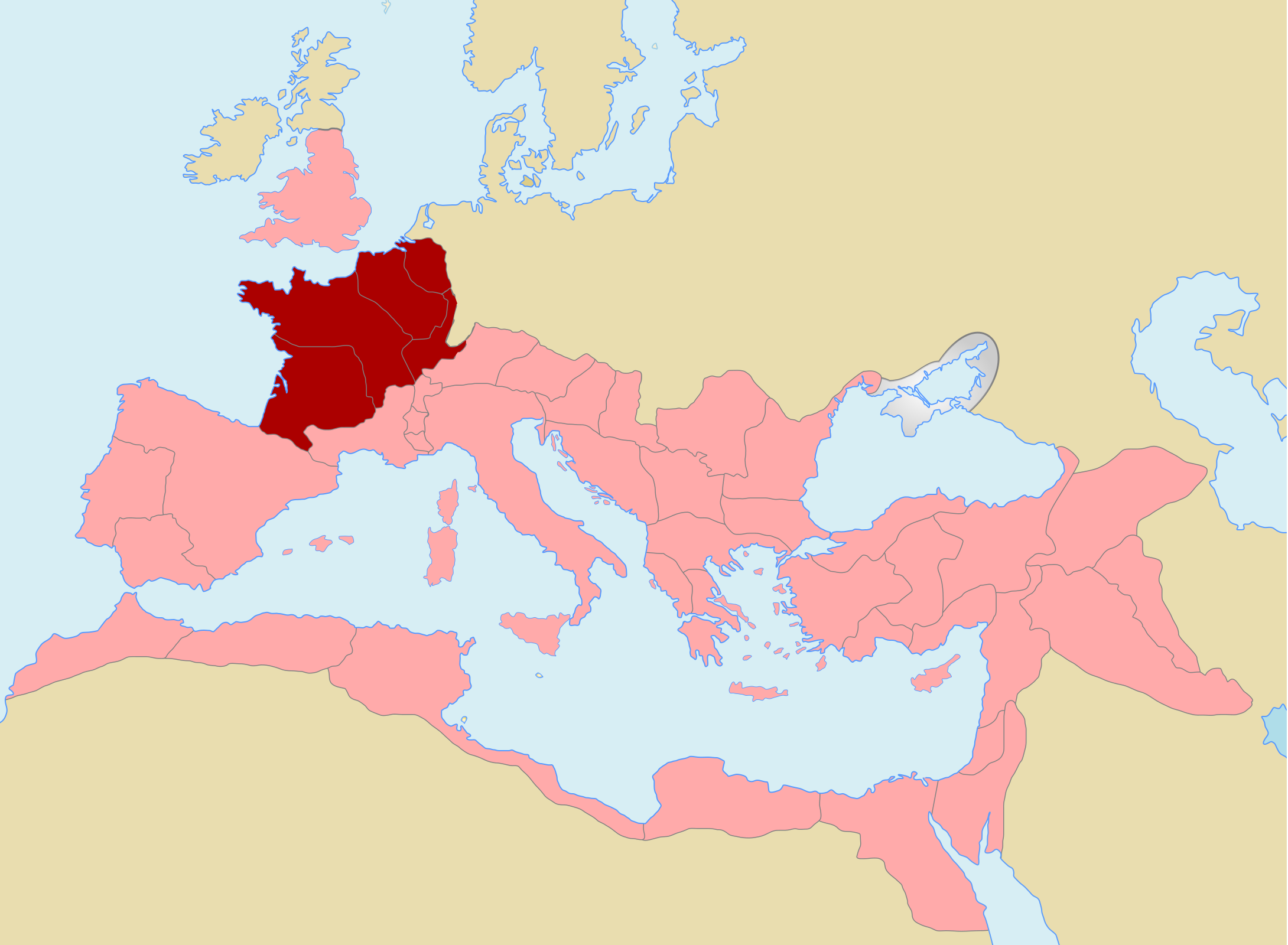
Les anciens territoires de la Gaule chevelue au sein de l'Empire romain.

Gallia Comata est une locution latine utilisée par les Romains du Ier siècle av. J.-C. pour désigner la Gaule non encore romanisée avant sa soumission par César entre 58 av. J.-C. et 51 av. J.-C. En français, l'expression se traduit par Gaule chevelue ou Gaule aux longs cheveux.
La locution désignait, avant la conquête de César, les territoires allant des Pyrénées au Rhin, hormis la Narbonnaise déjà romaine. Les Romains disaient aussi « Les Trois Gaules » après la partition de ce territoire sous Auguste en Gaule belgique, Gaule lyonnaise et Gaule aquitaine. César n'emploie pas l'expression « Gaule chevelue » dans ses Commentaires. On la trouve, en revanche, chez Catulle, Pline l'Ancien et Suétone.

## La Gaule vue par les Romains
Les Grecs appelaient Celtique les territoires du Nord-Ouest de l'Europe occupés par les Celtes. La partie de la Celtique située au nord de la péninsule italienne, au sud-est des Alpes, était appelée par les Romains Gaule cisalpine (en deçà des Alpes, vu de Rome) ; elle fut définitivement soumise par les Romains en 191 av. J.-C. Les territoires situés le long de la Méditerranée, au-delà des Alpes, et comportant, entre autres, la colonie grecque de Marseille et la colonie romaine de Narbonne devinrent en 118 av. J.-C. une province appelée Gaule transalpine, Gaule romaine, Narbonnaise ou Gallia Ulterior.
Du point de vue des Romains, les territoires au nord de la Narbonnaise, à l'ouest et au nord jusqu'à l'Océan, à l'est jusqu'au Rhin et aux Alpes, se composaient de trois parties, comme l'explique César dans ses Commentaires sur la guerre des Gaules :

« L'ensemble de la Gaule est divisé en trois parties :  l'une est habitée par les Belges, l'autre par les Aquitains, la troisième par le peuple qui, dans sa langue, se nomme Celte, et, dans la nôtre, Gaulois. […] Les Gaulois sont séparés des Aquitains par la Garonne, des Belges par la Marne et la Seine. »

— Jules César, Bellum Gallicum
L'expression « Gaule chevelue », assez vague, montre l'ignorance qu'avaient les Romains de cet immense territoire. La description qu'en fait César au début de ses Commentaires est plus précise. Il note d'ailleurs qu'il n'existait aucune espèce d'unité entre les « trois Gaules » : « Tous ces peuples diffèrent entre eux par le langage, les coutumes, les lois. » Ainsi, si l'organisation sociale des peuples belges, dont César mentionne la bravoure, était vraisemblablement comparable à des chefferies héréditaires, chez les Arvernes ou chez les Éduens, une puissante oligarchie dotée d'une magistrature mal connue (les « vergobrets ») avait supplanté la monarchie avant la fin du IIe siècle av. J.-C.

## Origine de l'expression
Des historiens du XIXe siècle ont supposé que l'expression décrivait métaphoriquement un territoire sauvage, peu peuplé, peu exploité et recouvert de forêts. La Gaule chevelue serait donc la Gaule couverte de forêts. Outre que le rapprochement est quelque peu sollicité, il est historiquement inexact : la Gaule chevelue était assez peuplée (environ 12 millions d'habitants) et bien exploitée comparativement à l'Italie ou d'autres contrées connues des Romains. De plus, elle était largement défrichée et les quelques forêts préservées faisaient elles-mêmes l'objet d'une exploitation intensive. Jean Haudry rappelle que l'image des arbres « cheveux de la terre » est une image répandue dans le monde indo-européen comme le montre notamment la correspondance entre l'allemand Wald « bois » et le vieil irlandais folt « chevelure ».
L'explication la plus vraisemblable est que les Grecs et les Romains portaient les cheveux courts et étaient souvent imberbes. Dans la Gaule chevelue les hommes portaient les cheveux longs et, fréquemment semble-t-il, d'épaisses moustaches. Cette explication est corroborée par le fait que les Romains utilisaient aussi d'autres expressions fondées aussi sur l'apparence pour désigner les peuples gaulois : pour la Gaule non romanisée, Gallia braccata (« Gaule en braies »), par opposition à la Gaule romanisée, Gallia togata (« Gaule en toge »). Après la conquête, les hommes romanisés se mirent à la mode romaine et portèrent les cheveux courts et la toge.